# Leufredo
San Leufredo (Leutfrido, Leufroi, o Leufroy) fue un monje francés del siglo VIII canonizado por la Iglesia Católica.
Leufrido estudió en la abadía de Condat y en Chartres por San Sidonio de Saint-Saëns, e impartió clases en Evreux. Pasó mucho tiempo como eremita en Cailly y at Rouen. Fundó la abadía de la Santa Cruz de Saint-Qu'en sobre el 690 y fue el primer abad. La abadía fue renombrado como Saint-Leufroy en su honor.
Leutfrido murió en 738 y su festividad se conmemora el 21 de junio.